# بويس بود
بويس بود (بالإنجليزية: Boyce Budd)‏ هو مجدف أمريكي، ولد في 4 يناير 1939 في سوميت في الولايات المتحدة.

## وصلات خارجية
- بويس بود على موقع الاتحاد الدولي للتجديف (الإنجليزية)
- بويس بود على موقع اللجنة الأولمبية الدولية (الإنجليزية)
- بويس بود على موقع أوليمبيديا (الإنجليزية)